# One-X
One-X – drugi album kanadyjskiej grupy rockowej Three Days Grace.

## Spis utworów
Opracowano na podstawie materiału źródłowego.
1. "It's All Over" – 4:10
2. "Pain" – 3:22
3. "Animal I Have Become" – 3:51
4. "Never Too Late" – 3:29
5. "On My Own" – 3:05
6. "Riot" – 3:27
7. "Get Out Alive" – 4:22
8. "Let It Die" – 3:09
9. "Over and Over" – 3:11
10. "Time of Dying" – 3:08
11. "Gone Forever" – 3:41
12. "One-X" – 4:46